# Клексикон
Клексикон (или Klexikon) е уики, онлайн енциклопедия на немски език за деца на възраст от шест до дванадесет години. Стартира през декември 2014 г. Самото име Klexikon е съчетано от двете немски думи Kinder (деца) и Lexikon (енциклопедия). Подобно на своя модел за подражание Уикипедия, сайтът е създаден като уики с помощта на софтуера „МедияУики“. Текстовото съдържание е достъпно под лиценз Creative Commons By Attribution Share-alike v. 3.0, докато безплатните мултимедийни файлове са взети от Общомедия. Въведени са специални правила, за да се гарантира, че цялото съдържание е подходящо за деца. Освен това всички редактори се задължават да се регистрират с имейл адрес.

## История
Енциклопедия Клексикон е основана от журналиста Майкъл Шулте и историка Зико ван Дайк, председател на Уикимедия Холандия от 2011 до 2014 г. Уебсайтът е собственост на асоциация с нестопанска цел – Център за преподаване на медии в интернет (онлайн образователен медиен център), който също хоства други видове уики.
Една година след стартирането си Клексикон се състои от 1000 статии, като след още една година стават 1500 статии. Редакторската общност на Клексикон решава с консенсус кои статии да бъдат създадени за в бъдеще, за да се гарантира, че са обхванати най-важните теми, училищни предмети и области, които интересуват децата.
Енциклопедия Клексикон е подкрепена от Уикимедия Германия при създаването на концепцията за онлайн енциклопедия за деца. По-късно концепцията е усъвършенствана чрез сътрудничество с Техническия университет в Дортмунд и Техническия университет в Кьолн.